# Eric Valentine

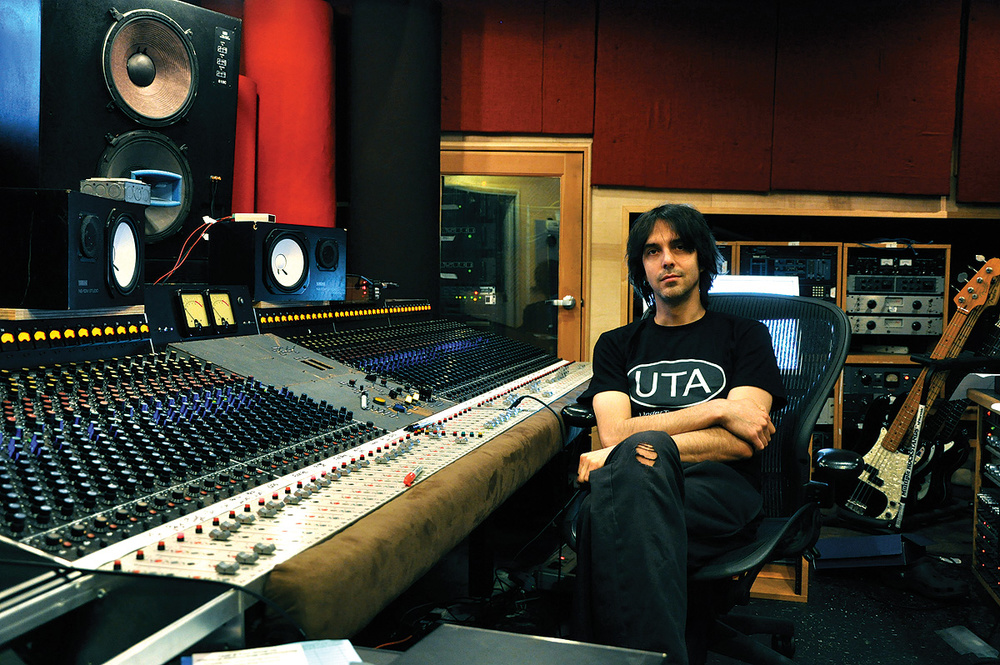

Eric Valentine es un productor musical estadounidense. Empezó su carrera como baterista y productor del grupo de heavy metal T-Ride. Después produjo los discos de artistas como Lostprophets, Taking Back Sunday, Nickel Creek, Queens of the Stone Age, Third Eye Blind, Smash Mouth, The All-American Rejects y Slash.

## Discografía
- T-Ride (1992) - T-Ride (baterista/productor)

- Interstate '76 (1996) - Bullmark (ingeniero/mixing)

- Third Eye Blind (1997) - Third Eye Blind

- Fush Yu Mang (1997) - Smash Mouth

- Astro Lounge (1999) - Smash Mouth

- Sonic Jihad (2000) - Snake River Conspiracy

- Smash Mouth (2001) - Smash Mouth

- Songs for the Deaf (2002) - Queens of the Stone Age

- The Young and the Hopeless (2002) - Good Charlotte

- Start Something (2004) - Lostprophets

- The Chronicles of Life and Death (2004) - Good Charlotte

- Deja Vu All Over Again (2004) - John Fogerty (mixing/additional parts on "She's Got Baggage")

- Why Should the Fire Die? (2005) - Nickel Creek

- All Star Smash Hits (2005) - Smash Mouth

- Louder Now (2006) - Taking Back Sunday

- When The World Comes Down (2008) - The All-American Rejects

- Slash (2010) - Slash

- Apocalyptic Love (2012) - Slash

- Sounds Good Feels Good (2015) - 5 Seconds of Summer